# Ni fleurs ni couronnes
Pour les articles homonymes, voir Too Many Crooks.
Pour plus de détails, voir Fiche technique et Distribution.
Ni fleurs ni couronnes (Too Many Crooks) est un film britannique de Mario Zampi, sorti en 1959.

## Synopsis
Fingers, qui a l'art de s'attirer la poisse, est à la tête d'un gang plutôt malchanceux. Ils essayent de voler Billy Gordon, qui roule sur l'or, mais n'est pas le dernier en roublardise — il se méfie des banques et redoute le fisc — et il parvient à leur damer le pion. Aussi décident-ils de kidnapper sa fille, mais c'est sa femme qu'ils finissent par avoir sur les bras…

## Fiche technique
- Titre français : Ni fleurs ni couronnes ou Les Escrocs du dimanche[1]
- Titre original : Too Many Crooks
- Réalisation : Mario Zampi
- Scénario : Michael Pertwee, d'après l'histoire de Jean Nery et Christiane Rochefort
- Production : Mario Zampi, Giulio Zampi et Earl St. John, pour Mario Zampi Productions
- Musique : Stanley Black
- Photographie : Stanley Pavey, assisté de Gerald Turpin (cadreur)
- Montage : Bill Lewthwaite
- Décors : Ivan King
- Pays d'origine : Royaume-Uni
- Langues : anglais
- Format : Noir et Blanc - Mono
- Genre : Comédie noire
- Durée : 87 minutes, 85 minutes (USA)
- Dates de sortie :
  - 8 mars 1959  Royaume-Uni
  - 24 avril 1959  États-Unis (New York)

## Distribution
- Terry-Thomas : William Delany "Billy" Gordon
- George Cole : Fingers
- Brenda De Banzie : Lucy Gordon
- Bernard Bresslaw : Snowdrop
- Sid James : Sid
- Vera Day : Charmaine Gordon
- Delphi Lawrence : Beryl
- John Le Mesurier : le magistrat
- Sydney Tafler : l'avocat
- Rosalie Ashley : Angela
- Tutte Lemkow : le basané